# Dystrykt Viseu
Dystrykt Viseu (port. Distrito de Viseu IPA: /vi'zeu/) – jednostka administracyjna pierwszego rzędu w środkowej Portugalii. Ośrodkiem administracyjnym dystryktu jest miasto Viseu. Położony jest na terenie regionu Centrum i częściowo Alentejo, od północnego zachodu graniczy z dystryktem Porto, od północy z dystryktem Vila Real, od północnego wschodu z dystryktem Bragança, od wschodu z dystryktem Guarda, od południa z dystryktem Coimbra a od zachodu z dystryktem Aveiro. Powierzchnia dystryktu wynosi 5007 km², zamieszkuje go 394 927 osób, gęstość zaludnienia wynosi 79 os./km².
W skład dystryktu Viseu wchodzi 24 gmin:
- Armamar
- Carregal do Sal
- Castro Daire
- Cinfães
- Lamego
- Mangualde
- Moimenta da Beira
- Mortágua
- Nelas
- Oliveira de Frades
- Penalva do Castelo
- Penedono
- Resende
- Santa Comba Dão
- São João da Pesqueira
- São Pedro do Sul
- Sátão
- Sernancelhe
- Tabuaço
- Tarouca
- Tondela
- Vila Nova de Paiva
- Viseu
- Vouzela